# Propsephus
Propsephus là một chi bọ cánh cứng trong họ 
Elateridae.
Chi này được miêu tả khoa học năm 1921 bởi Hyslop.

## Các loài
Các loài trong chi này gồm:
- Propsephus adeloceroides Schwarz
- Propsephus aenescens (Blair, 1927)
- Propsephus aethiopicus Girard, 1976
- Propsephus agonischioides Fleutiaux
- Propsephus agriotiformis Schwarz
- Propsephus algoensis (Candeze)
- Propsephus alluaudi Fleutiaux, 1903
- Propsephus amieti Girard, 1975
- Propsephus amoenus Girard, 1991
- Propsephus angustus (Candèze, 1897)
- Propsephus anoplischioides Fleutiaux
- Propsephus antennalis Fleutiaux, 1918
- Propsephus antennarius Schwarz
- Propsephus antennatus (Candèze, 1889)
- Propsephus apiculatus Boheman, 1851
- Propsephus aspersus (Candèze, 1897)
- Propsephus ater Schwarz
- Propsephus athoides (Candeze)
- Propsephus athoiformis Schwarz
- Propsephus basilewskyi Cobos, 1970
- Propsephus beniniensis (Candeze)
- Propsephus beniniensis (Candèze, 1859)
- Propsephus bicolor (Candèze, 1889)
- Propsephus bitinctus Van Zwaluwenburg, 1963
- Propsephus bradshawi (Candèze, 1889)
- Propsephus brevipennis (Candeze)
- Propsephus bucculatus (Candeze)
- Propsephus bukobanus Fleutiaux, 1935
- Propsephus calbonga (Candeze)
- Propsephus campyloides (Candèze, 1897)
- Propsephus candezei Ritsema
- Propsephus cantaloubei Girard, 1974
- Propsephus capillatus (Candèze, 1889)
- Propsephus carbonarius Girard, 1976
- Propsephus castaneipennis (Candeze)
- Propsephus castaneus Fleutiaux, 1935
- Propsephus cavifrons (Erichson, 1843)
- Propsephus cervinus (Candèze, 1897)
- Propsephus chatanayi Fleutiaux
- Propsephus christophei Girard, 1971
- Propsephus claudei Wurst, Schimmel & Platia, 2001
- Propsephus cobosi Girard, 1971
- Propsephus collaris Boheman
- Propsephus compactus Van Zwaluwenburg, 1934
- Propsephus confluens (Candèze, 1893)
- Propsephus confusus Girard, 1976
- Propsephus conicicollis (Candèze, 1897)
- Propsephus conicollis Murray
- Propsephus correctus (Candeze)
- Propsephus corymbitoides Schwarz
- Propsephus cribratus Schwarz
- Propsephus cribricollis Schwarz
- Propsephus cyaneus Candèze, 1878
- Propsephus decoloratus Cobos, 1970
- Propsephus deloni Girard, 1976
- Propsephus dentatus (Candeze)
- Propsephus denticulatus Schwarz
- Propsephus depressus Fleutiaux
- Propsephus descarpentriesi Cobos, 1970
- Propsephus differens Cobos, 1970
- Propsephus difficilis Cobos, 1970
- Propsephus diplotrichus Schwarz
- Propsephus discolor Schwarz, 1899
- Propsephus distinctus Girard, 1974
- Propsephus diversecribatus Basilewsky, 1958
- Propsephus diversicollis Basilewsky
- Propsephus diversus Girard, 1974
- Propsephus doualaensis Fleutiaux, 1941
- Propsephus eburneus Girard, 1989
- Propsephus elimatus (Candèze, 1859)
- Propsephus elongatulus Schwarz
- Propsephus epipleuralis Fleutiaux, 1935
- Propsephus euaensis (Schwarz, 1902)
- Propsephus exasperatus Girard, 1989
- Propsephus falsarius Cobos, 1970
- Propsephus festivus Girard, 1980
- Propsephus fimbratus Schwarz
- Propsephus fleutiauxi Schenkling
- Propsephus fossulatus Fleutiaux
- Propsephus franciscae Girard, 1971
- Propsephus frater Girard, 1991
- Propsephus fulgidus Schwarz
- Propsephus fulvipes (Quedenfeldet, 1886)
- Propsephus fusconiger (Schwarz, 1909)
- Propsephus fusiformis Schwarz
- Propsephus gaedikei Girard, 1971
- Propsephus gedyei Fleutiaux, 1935
- Propsephus geminatus (Candèze, 1878)
- Propsephus girardi Girard, 1971
- Propsephus gongeti Girard, 1986
- Propsephus gracilentus Girard, 1974
- Propsephus gracilicornis Van Zwaluwenburg, 1928
- Propsephus graminicola Girard, 1991
- Propsephus granulatus (Candèze, 1878)
- Propsephus gratiosus Fleutiaux, 1935
- Propsephus guineensis Girard, 2003
- Propsephus haemorrhoidalis Schwarz, 1899
- Propsephus hawaiiensis (Candèze, 1882)
- Propsephus hayekae Girard, 1996
- Propsephus hebetatus (Candèze, 1897)
- Propsephus hiekei Girard, 1986
- Propsephus hirsutus Basilewsky, 1958
- Propsephus hoehneli (Linell, 1896)
- Propsephus hunti Fleutiaux, 1935
- Propsephus illinitus (Candèze, 1897)
- Propsephus incautus (Candèze, 1897)
- Propsephus incommodus Girard, 1991
- Propsephus incultus (Candèze, 1893)
- Propsephus incurvus Fleutiaux, 1935
- Propsephus ineditus Girard, 1976
- Propsephus ineptus (Candèze, 1878)
- Propsephus inflatus (Candeze)
- Propsephus infuscatus Schwarz
- Propsephus insignis (Candeze)
- Propsephus insignitus Schwarz
- Propsephus intermedius Girard, 1996
- Propsephus invenustus (Candeze)
- Propsephus ishiodontoides Fleutiaux
- Propsephus itimbirensis Duvivier
- Propsephus jansoni Girard, 1980
- Propsephus javanus Candèze
- Propsephus jocelynae Girard, 2003
- Propsephus joliveti Girard, 1989
- Propsephus josensi Girard, 1971
- Propsephus kaimosius Fleutiaux, 1935
- Propsephus kibwesianus Girard, 1974
- Propsephus lacertosus Girard, 2003
- Propsephus lamottei Girard, 1971
- Propsephus lamtoensis Girard, 1971
- Propsephus lateralis (Candèze, 1882)
- Propsephus latiusculus Schwarz
- Propsephus legrandi Girard, 2003
- Propsephus lepesmei Fleutiaux, 1941
- Propsephus lerouxi Girard, 2003
- Propsephus limbatipennis Quedenfeldt
- Propsephus limomius Girard, 1991
- Propsephus limonioides Murray
- Propsephus linearis Fleutiaux
- Propsephus lutescens Girard, 2003
- Propsephus macarthuri Fleutiaux, 1935
- Propsephus macrophthalmus (Candeze)
- Propsephus maculatus Schwarz
- Propsephus magambanus Girard, 1980
- Propsephus major (Candèze, 1878)
- Propsephus major (Candèze, 1900)
- Propsephus manonensis Girard, 2003
- Propsephus maragolinus Fleutiaux, 1935
- Propsephus marginatus (Candeze)
- Propsephus marshalli Girard, 1980
- Propsephus martini Girard, 1986
- Propsephus maynei Basilewsky, 1958
- Propsephus meruanus Fleutiaux, 1935
- Propsephus mesosternalis (Schwarz, 1902)
- Propsephus microgranulatus Girard, 1976
- Propsephus militaris (Candeze)
- Propsephus minusculus Schwarz
- Propsephus modestissimus Cobos, 1970
- Propsephus moestus (Candèze, 1859)
- Propsephus molardi Girard, 1991
- Propsephus monachoides Cobos, 1970
- Propsephus monachus (Candeze)
- Propsephus montisnimbae Girard, 1991
- Propsephus morio (Candeze)
- Propsephus morogoroensis Girard, 1980
- Propsephus multipunctatus Girard, 1976
- Propsephus murrayi (Candeze)
- Propsephus mutatus Fleutiaux, 1919
- Propsephus nairobianus Fleutiaux, 1935
- Propsephus nanshanus Arimoto, 2005
- Propsephus nasalis (Schwarz, 1902)
- Propsephus neglectus (Candèze, 1897)
- Propsephus nigerrimus Girard, 1980
- Propsephus nigricollis Schwarz
- Propsephus nigricornis (Candeze)
- Propsephus nigrinus Cobos, 1970
- Propsephus nigripilis Van Zwaluwenburg, 1940
- Propsephus nigritus (Candèze, 1889)
- Propsephus nigrolimbatus Schwarz
- Propsephus nigromarginatus (Schwarz, 1899)
- Propsephus niliacus (Candèze, 1878)
- Propsephus nitidus Murray
- Propsephus niveopilosus Cobos, 1970
- Propsephus nubilus Klug
- Propsephus oberthuri (Candeze)
- Propsephus obesus Van Zwaluwenburg, 1940
- Propsephus obiquatus Basilewsky, 1958
- Propsephus occidentalis Girard, 1989
- Propsephus occupator Wurst, Schimmel & Platia, 2001
- Propsephus ochropterus (Candeze)
- Propsephus odzalensis Cobos, 1970
- Propsephus olophoeoides Fleutiaux
- Propsephus opacus Fleutiaux
- Propsephus orientalis (Candèze, 1900)
- Propsephus ovalis (Candèze, 1859)
- Propsephus ovatus Schwarz
- Propsephus pallidipennis Leseigneur, 1958
- Propsephus papuensis (Candèze, 1882)
- Propsephus paragranulatus Girard, 1989
- Propsephus parallelus (Candeze)
- Propsephus parvulus Schwarz
- Propsephus pascuali Girard, 2003
- Propsephus pectinicornis Girard, 1980
- Propsephus pectoralis Schwarz
- Propsephus pedestris Gerstaecker
- Propsephus philippinensis (Candèze, 1875)
- Propsephus pomachilioides Fleutiaux
- Propsephus pratensis Girard, 1991
- Propsephus propensus Fleutiaux
- Propsephus prosternalis Schwarz
- Propsephus protensis Gerstaecker
- Propsephus proximus Girard, 1986
- Propsephus puberulus (Boheman, 1851)
- Propsephus puerilis Schwarz
- Propsephus punctatellus Girard, 2003
- Propsephus puncticollis Boheman
- Propsephus rhodesianus Fleutiaux, 1922
- Propsephus royi Girard, 2003
- Propsephus rubidus Fleutiaux
- Propsephus rubrescens (Candeze)
- Propsephus rudipennis Cobos, 1970
- Propsephus rufescens Girard, 2003
- Propsephus rufipes (Schwarz, 1902)
- Propsephus rufus Fleutiaux
- Propsephus rugosipennis Schwarz
- Propsephus rugosissimus Fleutiaux, 1935
- Propsephus rugosus Fleutiaux
- Propsephus sanguinolentus (Candeze)
- Propsephus scaber Fleutiaux, 1935
- Propsephus schnelli Girard, 2003
- Propsephus schwarzi Girard, 1996
- Propsephus semicastaneus (Candèze, 1889)
- Propsephus semiferrugineus Schwarz
- Propsephus semiflavus (Candèze, 1889)
- Propsephus semifuscus Schwarz
- Propsephus semigranosus Girard, 2003
- Propsephus seminiger Schwarz
- Propsephus semiplagiatus Cobos, 1970
- Propsephus semipunctatus Schwarz
- Propsephus semirufulus Schenkling
- Propsephus semirugulosus Schwarz
- Propsephus senegalensis Girard, 1974
- Propsephus seniculus (Candeze)
- Propsephus senilis (Schwarz, 1903)
- Propsephus seriatus Schwarz
- Propsephus serraticornis Girard, 1996
- Propsephus serratipennis Schwarz
- Propsephus severus (Candèze, 1897)
- Propsephus seydeli Basilewsky
- Propsephus sibitensis Cobos, 1970
- Propsephus similis Girard, 2003
- Propsephus simulator Cobos, 1970
- Propsephus solidus (Candèze, 1889)
- Propsephus solieri Girard, 1991
- Propsephus somalius Fairmaire
- Propsephus somereni Fleutiaux, 1935
- Propsephus sordidulus Schwarz
- Propsephus splendens Schwarz
- Propsephus splendidus Schwarz
- Propsephus spretus Girard, 1991
- Propsephus stanleyi (Candèze, 1889)
- Propsephus sternalis Schwarz
- Propsephus striatopunctatus (Candeze)
- Propsephus subattenuatus Cobos, 1970
- Propsephus subfuscus (Candèze, 1882)
- Propsephus subnigrus Cobos, 1970
- Propsephus sulcicollis Quedenfeldt
- Propsephus synaptoides Quedenfeldt
- Propsephus tabidus (Candeze)
- Propsephus tanzanicus Girard, 1986
- Propsephus tessmanni Girard, 1986
- Propsephus tongaensis (Candèze, 1878)
- Propsephus tortonesei Girard, 1974
- Propsephus tournieri Girard, 1971
- Propsephus trapezicollis Schwarz
- Propsephus tshibindanus Girard, 1989
- Propsephus turneri Fleutiaux, 1935
- Propsephus uelensis Girard, 1996
- Propsephus unicolor (Candèze, 1893)
- Propsephus upembanus Girard, 1996
- Propsephus upoluensis Van Zwaluwenburg, 1928
- Propsephus usambaricus Girard, 1986
- Propsephus valens (Candèze, 1889)
- Propsephus vanderplaetseni Girard, 1991
- Propsephus variabilis Schwarz
- Propsephus vetulus Basilewsky
- Propsephus villiersi Cobos, 1970
- Propsephus villosus Girard, 1980
- Propsephus viridanus Gyllenhal
- Propsephus viridipennis (Candèze, 1893)
- Propsephus vitiensis Van Zwaluwenburg, 1940
- Propsephus vuattouxi Girard, 1971
- Propsephus vulneratus (Candèze, 1889)
- Propsephus zambianus (Candèze, 1897)
- Propsephus zeijsti Girard, 1986
- Propsephus zimmermani Van Zwaluwenburg, 1943
- Propsephus ziwanius Fleutiaux, 1935